# Peter Sommer
Peter Sommer (Hildesheim, 25 februari 1907 - Bremerhaven, 17 maart 1978) was een Duitse officier en Oberst i.G. Hij was bevoegd om de rangonderscheidingstekens van een SS-Standartenführer te dragen tijdens de Tweede Wereldoorlog, en was lid van de vakvereniging voor de visserij. 

## Leven
Op 25 februari 1907 werd Peter Sommer in Hildesheim geboren. Peter Sommer wordt in sommige bronnen een kwart Jood genoemd, en in één document staat: dat hij in 1936 niet uit het leger werd ontslagen omdat zijn vader als Hauptmann was omgekomen in de Eerste Wereldoorlog. 
In 1925 trad Sommer in dienst van de Reichsheer, en werd geplaatst in het 6. Infanterie-Regiment (6e Infanterieregiment). Hij diende tot 1937 hoofdzakelijk als adjudant in verschillende eenheden. Op 1 februari 1929 werd hij bevorderd tot Leutnant (tweede luitenant). Na het doorlopen van de militaire academie, nam Sommer de functie van 3e Generale Stafofficier in de 22e Infanteriedivisie. Tijdens het uitbreken van de Tweede Wereldoorlog, diende Sommer in als 3e Generale Stafofficier. In de 22e Infanteriedivisie diende hij samen met zijn latere vriend Kurt Ditzen, die daar ordonnansofficier (Ic) was.
Begin 1941 diende Sommer als 1e Generale Stafofficier (Ia) in de 98e Infanteriedivisie. En nam deel aan de Operatie Taifun. In november 1942 werd hij benoemd tot commandant van het 282e Grenadiersregiment, deze functie vervulde hij tot midden 1943.
Op 5 juni 1943 werd Sommer voor een korte tijd in het Führerreserve (OKH) geplaatst. Hierna werd hij overgeplaatst naar de Waffen-SS, zonder een SS-nummer te krijgen. En werkte als SS-Obersturmbannführer en 1e Generale Stafofficier (Ia) onder de SS-Gruppenführer en Generalleutnant in de Waffen-SS Walter Krüger in de 2. SS-Panzer-Division Das Reich. Sommer vocht met de divisie aan het Oostfront tijdens de Slag om Koersk. 
Vanaf november 1943 leidde hij tijdelijk de 2. SS-Panzer-Division Das Reich, en werd een maand later vervangen door de SS-Oberführer Heinz Lammerding. Begin 1944 werd hij bevorderd tot Oberst i. G. (met het uniform van een SS-Standartenführer in de Waffen-SS), en nam voor een korte duur de functie van stafchef van het IV SS Pantserkorps op zich, voordat de SS-Oberführer der Reserve Nikolaus Heilmann kwam.
Op 8 juni 1944 werd Sommer door de generaal Walter Krüger voorgedragen voor het Ridderkruis van het IJzeren Kruis, maar de voordracht werd afgewezen door de chef van het Heerespersonalamt General der Infanterie Wilhelm Burgdorf, die het in een brief aan Krüger van 9 september 1944 motiveerde.
Met de overplaatsing van Walter Krüger naar het VI SS Korps werd Sommer ook als stafchef overgeplaatst naar dit korps. Op 15 januari 1945 eindigde zijn detachering in de Waffen-SS, en werd Sommer tot commandant van het Grenadier-Regiment 368 benoemd. Andere bron vermeldt: dat Sommer tot commandant van de Infanteriedivisie Köslin - Infanteriedivisie Pommernland werd benoemd.
Van januari 1945 tot februari 1945 was hij commandant van de nieuw opgerichte Infanteriedivisie Köslin, en werd met de divisie naar het front van Heeresgruppe Weichsel (Legergroep Weichsel) gestuurd. In februari 1945 nam hij vervolgens  het commando over van de Infanteriedivisie Pommernland, die opgericht was uit de Infanteriedivisie Köslin. Tijdens gevechten raakte Sommer door een granaatsplinter gewond. 
Vanaf eind maart 1945 werd Oberst Sommer als Kampfkommandant in Bielefeld genoemd.

## Na de oorlog
Na de Tweede Wereldoorlog bekleedde Peter Sommer verschillende officiële functies en was hij actief in verschillende vakbonden. Vanaf 1952 tot 1957 was hij gekozen directeur, en daarvoor was hij plaatsvervangend directeur voor de Duitse Visserij reclame Bremerhaven (DFW) geweest. In 1953 werd op basis van zijn idee de wetenschap van de voeding van de Deutschen Fischwirtschaft (EWB) (Duitse Visindustrie) opgericht. Vanaf juli 1957 was Sommer directeur van het Deutsche Gesellschaft für Ernährung (DGE) in Frankfurt am Main. Vanaf 1963 werkte hij voor de Nordsee-Zeitung, ter ondersteuning van zijn vriend Kurt Ditzen. Omstreeks 1969 werd hij vermeld als uitgeversdirecteur van de Noordwest-Duitse uitgeverij Ditzen & Co KG., die de Nordsee-Zeitung uitbracht, in Bremerhaven. Eind 1972 ging hij met pensioen.
Over het verdere verloop van zijn leven is niets bekend. Op 17 maart 1978 stierf Sommer in Bremerhaven.

## Carrière
Sommer bekleedde verschillende rangen in zowel de Heer als Waffen-SS. De volgende tabel laat zien dat de bevorderingen niet synchroon liepen.
| Datums                                  | Reichsheer   | Heer                 | Waffen-SS                     |
| --------------------------------------- | ------------ | -------------------- | ----------------------------- |
| 1 april 1925:                           | Schütze      | —                    | —                             |
| 1 februari 1929:                        | Leutnant     | —                    | —                             |
| 1 april 1933:                           | Oberleutnant | —                    | —                             |
| 1 april 1936:                           | —            | Hauptmann            | —                             |
| 1 januari 1941 (RDA vanaf 1 juni 1941): | —            | Major                | —                             |
| 1 juni 1942:                            | —            | Oberstleutnant i. G. | —                             |
| 15 juni 1943:                           | —            | —                    | SS-Obersturmbannführer (W-SS) |
| 16 februari 1944:                       | —            | Oberst i. G.         | —                             |
| 16 februari 1944:                       | —            | —                    | SS-Standartenführer (W-SS)    |

- Afkorting: i.G. = in de Generale Staf

## Lidmaatschapsnummers
- NSDAP-nr.: geen lid
- SS-nr.: zonder nummer, geen lid

## Onderscheidingen
Selectie:
- Duitse Kruis in goud op 10 januari 1943[7][8]
- IJzeren Kruis 1939, 1e Klasse (19 mei 1940[8][1][7]) en 2e Klasse (14 mei 1940[1][7][8])
- Medaille Winterschlacht im Osten 1941/42 op 11 juli 1942[1][7][8]
- Dienstonderscheiding van Leger en Marine[1] (18 dienstjaren)[7]